# Ghiacciaio Brenitsa
Il ghiacciaio Brenitsa (in inglese Brenitsa Glacier) è un ghiacciaio lungo 14 km e largo 4,5, situato sulla costa di Oscar II, nella parte orientale della Terra di Graham, in Antartide. In particolare, il ghiacciaio si trova a sud-ovest del ghiacciaio Drygalski, a ovest del ghiacciaio Rogosh e a est del ghiacciaio Hektoria, e da qui fluisce verso sud, scorrendo sul versante meridionale dell'altopiano di Foster, fino ad entrare nell'insenatura di Vaughan.

## Storia
Il ghiacciaio Brenitsa è stato così battezzato dalla Commissione bulgara per i toponimi antartici in onore dei villaggi di Brenitsa, nella Bulgaria settentrionale e nord-orientale.  